# Athylia fusca
Athylia fusca är en skalbaggsart som först beskrevs av Fisher 1925.  Athylia fusca ingår i släktet Athylia och familjen långhorningar.
Artens utbredningsområde är Filippinerna. Inga underarter finns listade.